# Pittore di Arkesilas
Pittore di Arkesilas (᾿Αρκεσίλας) (fl. 565 a.C. / 555 a.C.) è il nome convenzionale assegnato ad un ceramografo laconico; il nome deriva dalla decorazione della coppa conservata al Cabinet des médailles di Parigi (De Ridder 189) che rappresenta la pesatura del silfio alla presenza di Arkesilas II, re di Cirene tra il 570 e il 565 a.C. Grazie alle iscrizioni è stato possibile identificare il soggetto della raffigurazione e quindi porre l'attività dell'autore al secondo quarto del VI secolo a.C..

## Stile
La Coppa di Arkesilas è un esempio del modo di dipingere le scene interne delle kylikes da parte dei ceramografi laconici di questa generazione, con un tratto vivace e sciolto, in cui anche le incisioni non seguono con precisione il contorno delle figure. La scena è perfettamente inserita all'interno del campo, includendo senza forzature l'esergo nella narrazione, sia che si tratti della stiva della nave su cui si trovano i personaggi al di sopra della linea di esergo, sia che si tratti di un meno precisato magazzino di terraferma, come è stato suggerito per l'assenza dalla scena di un albero maestro. Le derrate pesate e immagazzinate sono balle di silfio, una pianta medicinale molto ricercata dagli antichi e grande fonte di ricchezza per Cirene; i servi che gridano i pesi e gli animali esotici che circondano il re aumentano la vivacità della rappresentazione.
Al Pittore di Arkesilas è stata attribuita la kylix con Prometeo e Atlante conservata al Museo gregoriano etrusco: è la prima rappresentazione figurata di Atlante e l'unica conosciuta in accostamento con l'altro Titano Prometeo; vi si trova la stessa composizione priva di accenni alla profondità spaziale, la stessa tendenza a narrare scene complesse e lontane dagli schemi tradizionali, ma anche una maggiore rigidità nel disegno.